# Церковь Пресвятой Богородицы Кава
Церковь Пресвятой Богородицы Кава (арм. Քավա Սուրբ Աստվածածին եկեղեցի; также известная как Кавская церковь) — Армянская Апостольская церковь, разрушенный монастырь исторической провинции Ван гавара Вайоц Дзор Ванского озера 2,5 км к востоку от Ишханика, в Турецкой Республике Ванской области Эдремита (бывший Артамет) области села Бакемле .
Монастырский комплекс был построен на месте бывшего монастыря имени Кавича Святой Аствацацина. Это было записано на каменной плитке, сделанной в 1883 году, но к настоящему моменту разрушенной .
Монастырский комплекс был в церкви Святого Ованнеса, 590 метров на юго-восток, 1657 метров над уровнем моря .